# Primula cerina
Primula cerina är en viveväxtart som beskrevs av Harold Roy Fletcher. Primula cerina ingår i släktet vivor, och familjen viveväxter. Inga underarter finns listade i Catalogue of Life.